# هوریبه کانامارو

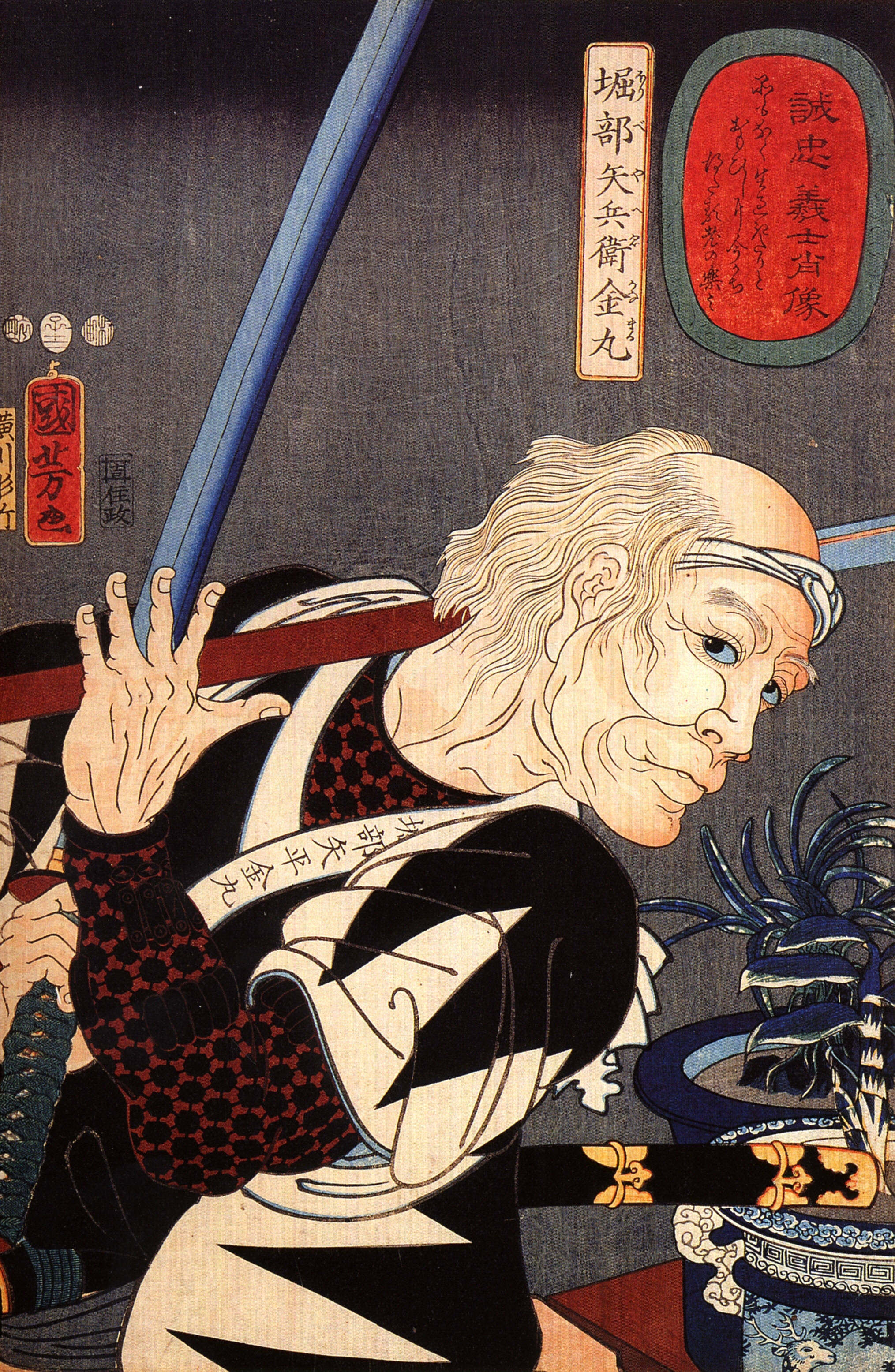
تصویر خیالی از کانامارو ، اثر اوتاگاوا کونی‌یوشی

هوریبه کانامارو، هوریبه یاهی (به ژاپنی: 堀部金丸); ۱ ژانویهٔ ۱۶۲۷ – ۲۰ مارس ۱۷۰۳ یک سامورایی، از ملازمان خاندان آسانو و یکی از چهل و هفت رونین در قلمروی آکو در نیمه نخست دوره ادو اهل ژاپن بود. پس از دستگیری ابتدا قرار بود همراه با رهبر گروه اُوایشی یُوشیئو برای طی کردن اسارت مستقیم به عمارت اربابی هوسوکاوا تسوناتوشی بروند اما بعد این برنامه تغییر کرد و ابتدا به عمارت اربابی سنگوکو هیسانائو رفته و سپس به هوسوکاوا سپرده شدند. او در کنار ۱۶ رونین دیگر در همان عمارت هوسوکاوا پس از حادثه آکو در سن ۷۷ سالگی دست به سپوکو زد. او پدرخوانده هوریبه یاسوبه بود.
وی پس از تسلیم قلعه آکو به ادو نقل مکان کرد و همراه پسرخوانده‌اش هوریبه یاسوبه در محور «گروه تندروی ادو» (江戸急進派)  قرار داشت که طرفدار انتقام از کیرا یوشیناکا بود. او در متنی به نام «گزارش شخصی هویبه یاهی کانامارو» 『堀部弥兵衛金丸私記』نوشته است که دلیل کینه ارباب او آسانو ناگانوری به کیرا یوشیناکا سخنان تحقیرآمیز کیرا بوده است.